# Dasineura tympani
Dasineura tympani är en tvåvingeart som först beskrevs av Jean-Jacques Kieffer 1909.  Dasineura tympani ingår i släktet Dasineura och familjen gallmyggor. Inga underarter finns listade i Catalogue of Life.